# Pistolet Beholla
Pistolet Beholla – niemiecki pistolet samopowtarzalny z okresu I wojny światowej.

## Historia
Po wybuchu I wojny światowej, w związku z dużym zapotrzebowaniem w wytwórni Becker und Hollander w Suhl opracowano pistolet kal. 7,65×17mm, który otrzymał nazwę Beholla. Była to konstrukcja typowa dla pistoletów tego okresu, okazała się prosta i wytrzymała i stała się wzorem uzupełniającym, czyli bronią zastępczą używaną w armii niemieckiej w czasie wojny. Nazwa stanowi skrót nazwisk właścicieli firmy. Pistolet wprowadzono do produkcji seryjnej i produkowano go w latach 1915 – 1918. Pistolet ten produkowano także na podstawie licencji w wytwórniach Stendawerke GmbH Waffenbau w Suhl i wytwórni August Menz & Leonhart w Suhl, w tej ostatniej wytwórni był produkowany również po wojnie poz nazwą Menta. 

## Użycie
Pistolet ten był używany w Niemczech w okresie I wojny światowej, jak również po wojnie. Używano ich także w pierwszym okresie II wojny światowej jako broni osobistej oficerów.